# José Moko
José Moko Ekanga PSS (ur. 18 lipca 1958 w Kinszasie) – kongijski duchowny katolicki, biskup Idiofa od 2009.

## Życiorys

### Prezbiterat
Święcenia kapłańskie przyjął 1 sierpnia 1986 jako członek zakonu sulpicjan. Inkardynowany do archidiecezji kinszaskiej, po święceniach został ojcem duchownym archidiecezjalnego seminarium, a w kolejnych latach pracował duszpastersko w wielu parafiach archidiecezji. W latach 1999–2005 studiował w Lyonie, zaś w 2008 został rektorem seminarium uniwersyteckiego w Kinszasie.

### Episkopat
26 maja 2009 papież Benedykt XVI mianował go biskupem ordynariuszem diecezji Idiofa. Sakry biskupiej udzielił mu 15 sierpnia 2009 metropolta Kinszasy - arcybiskup Laurent Monsengwo Pasinya.